# 何休
何 休（か きゅう、永建4年（129年） - 光和5年（182年））は、中国の後漢の儒学者。兗州任城国樊県の出身。字は邵公。

## 略歴
素朴で口下手な人柄だったが、六経を究めることでは同時代に並ぶ者がなかった。郎中を拝命したが、結局は仕えなかった。北新城県令に任命され、講舎を造り、生徒100人を集めて学を講じた。陳蕃に推挙されて参政事となったが、彼が党錮の禁によって処罰されたことに連座して辞職・謹慎させられた。官職に就かず自宅に軟禁されたまま17年間を費やして『春秋公羊解詁』の著述、『孝経』や『論語』の註訓に従う。党錮の禁が解けて釈放された後、議郎を拝命し、諫議大夫となった。

## 学問
何休は、従来の『春秋』研究に対し駁論600余條を書き、『春秋公羊伝』こそが『春秋』にとっての唯一の解釈書と主張した。暦算に優れ、その師である羊弼と李育の説に則り、『春秋左氏伝』『春秋穀梁伝』を難じ、『公羊墨守』『左氏膏肓』『穀梁廢疾』を著した。
何休は『春秋』を単なる年代記としてではなく、歴史の法則が含まれた経典として扱い、『春秋』の解釈である『公羊伝』の研究を、経学の一部門として確立した。そこでは、董仲舒に一端が見られる「公羊伝が漢代に制作された」という説と、文化が「乱世・外平・太平」という三段階で発展するという説を強調した。清代に盛んになった公羊学で根拠とされたのは、何休が注釈を施した『公羊伝』である。